# Liste der Lieder von Eminem

Eminems Logo

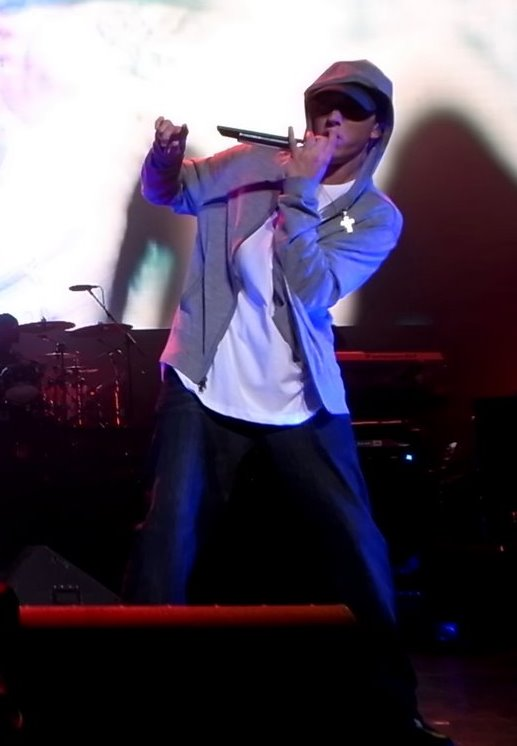
Eminem (2009)

Die folgende Liste beinhaltet alle veröffentlichten Lieder des US-amerikanischen Rappers Eminem in alphabetischer Reihenfolge, inklusive Gastmusiker, Länge, Album und Erscheinungsjahr.

## #
| Titel              | Gastmusiker                   | Länge | Album                                     | Jahr |
| ------------------ | ----------------------------- | ----- | ----------------------------------------- | ---- |
| ’97 Bonnie & Clyde |                               | 5:16  | The Slim Shady LP                         | 1999 |
| ’Till I Collapse   | Nate Dogg                     | 4:58  | The Eminem Show                           | 2002 |
| 25 to Life         | Liz Rodrigues                 | 4:02  | Recovery                                  | 2010 |
| 3 a.m.             |                               | 5:20  | Relapse                                   | 2009 |
| 313                | Eye-Kyu                       | 4:12  | Infinite                                  | 1996 |
| 3hree6ix5ive       | Skam                          | 4:39  | Restaurant: … It Ain’t Always on the Menu | 2000 |
| 40 Oz              | D12                           | 4:02  | D12 World                                 | 2004 |
| 6 in the Morning   | D12                           | 4:38  | D12 World                                 | 2004 |
| 8 Mile             |                               | 6:00  | 8 Mile (Soundtrack)                       | 2002 |
| 911                | Boo-Yaa T.R.I.B.E. und B-Real | 4:36  | West Koasta Nostra                        | 2003 |

## A
| Titel                                   | Gastmusiker                                                                                            | Länge | Album                                       | Jahr |
| --------------------------------------- | --- | ----- | ------------------------------------------- | ---- |
| Above the Law                           | Royce da 5′9″ und Claret Jai                                                                           | 3:29  | Hell: The Sequel                            | 2011 |
| The Adventures of Moon Man & Slim Shady | Kid Cudi                                                                                               | 4:25  |                                             | 2020 |
| Ain’t Nuttin’ But Music                 | D12 und Dr. Dre                                                                                        | 5:11  | Devils Night                                | 2001 |
| Airplanes, Part II                      | B.o.B und Hayley Williams                                                                              | 5:19  | B.o.B Presents: The Adventures of Bobby Ray | 2010 |
| Alfred’s Theme                          | | 5:39  | Music to Be Murdered By – Side B            | 2020 |
| All I Think About                       | Royce da 5′9″                                                                                          | 6:12  | Southpaw                                    | 2015 |
| Almost Famous                           | Liz Rodrigues                                                                                          | 4:53  | Recovery                                    | 2010 |
| American Psycho                         | D12 | 4:36  | Devils Night                                | 2001 |
| American Psycho II                      | D12 | 3:44  | D12 World und B-Real                        | 2004 |
| Amityville                              | Bizarre                                                                                                | 4:15  | The Marshall Mathers LP                     | 2000 |
| Animals (Pt.1)                          | JID | 5:48  | GDLU Preluxe                                | 2025 |
| The Anthem                              | Chino XL, Kool G Rap, KRS-One, Jayo Felony, Pharoahe Monch, RZA, Sway, King Tech, Tech N9ne und Xzibit | 4:25  | This or That                                | 1999 |
| Antichrist                              | Bizarre                                                                                                | 5:14  | The Death of Slim Shady (Coup de Grâce)     | 2024 |
| Any Man                                 | | 2:53  | Soundbombing II                             | 1999 |
| The Apple                               | | 4:21  |                                             | 2011 |
| Arose                                   | | 4:34  | Revival                                     | 2017 |
| As the World Turns                      | | 4:25  | The Slim Shady LP                           | 1999 |
| Ass Like That                           | | 4:25  | Encore                                      | 2004 |
| Asshole                                 | Skylar Grey                                                                                            | 4:48  | The Marshall Mathers LP 2                   | 2013 |
| Asylum                                  | Slaughterhouse                                                                                         | 4:02  | Welcome to: Our House (Deluxe-Edition)      | 2012 |
| Atlanta on Fire                         | Stat Quo                                                                                               | 4:30  |                                             | 2006 |

## B
| Titel                 | Gastmusiker                               | Länge | Album                                      | Jahr |
| --------------------- | ----------------------------------------- | ----- | ------------------------------------------ | ---- |
| Baby                  |                                           | 4:23  | The Marshall Mathers LP 2 (Deluxe-Edition) | 2013 |
| Back and Forth        |                                           | 3:52  |                                            | 2009 |
| Backstabber           | Kon Artis                                 | 3:24  | Infinite                                   | 1996 |
| Bad Guy               | Sarah Jaffe                               | 7:14  | The Marshall Mathers LP 2                  | 2013 |
| Bad Guys Always Die   | Dr. Dre                                   | 4:40  | Wild Wild West                             | 1999 |
| Bad Husband           | X Ambassadors                             | 4:47  | Revival                                    | 2017 |
| Bad Influence         |                                           | 3:38  | End of Days                                | 1999 |
| Bad Meets Evil        | Royce da 5′9″                             | 4:13  | The Slim Shady LP                          | 1999 |
| Bad One               | White Gold                                | 4:30  | The Death of Slim Shady (Coup de Grâce)    | 2024 |
| Bagpipes from Baghdad |                                           | 4:43  | Relapse                                    | 2009 |
| Ballin’ Do Me         |                                           | 5:35  |                                            | 2011 |
| Bang                  | Conway the Machine                        | 3:49  | God Don’t Make Mistakes                    | 2019 |
| Bang (Remix)          | Griselda                                  | 5:08  | WWCD                                       | 2019 |
| Beautiful             |                                           | 6:32  | Relapse                                    | 2009 |
| Beautiful Pain        | Sia                                       | 4:25  | The Marshall Mathers LP 2 (Deluxe-Edition) | 2013 |
| Believe               |                                           | 5:15  | Revival                                    | 2017 |
| Berzerk               |                                           | 3:58  | The Marshall Mathers LP 2                  | 2013 |
| Best Friend           | Yelawolf                                  | 5:14  | Love Story                                 | 2015 |
| Big Weenie            |                                           | 4:26  | Encore                                     | 2004 |
| Bitch                 | D12 und Deanna Johnson                    | 4:56  | D12 World                                  | 2004 |
| Bitch Please II       | Dr. Dre, Snoop Dogg, Xzibit und Nate Dogg | 4:48  | The Marshall Mathers LP                    | 2000 |
| Black Cotton          | Tupac Shakur, Kastro und Young Noble      | 5:03  | Loyal to the Game                          | 2004 |
| Black Magic           | Skylar Grey                               | 2:54  | Music to Be Murdered By – Side B           | 2020 |
| Blow My Buzz          | D12                                       | 5:10  | Devils Night                               | 2001 |
| Book of Rhymes        | DJ Premier                                | 4:49  | Music to Be Murdered By – Side B           | 2020 |
| Brain Damage          |                                           | 3:46  | The Slim Shady LP                          | 1999 |
| Brainless             |                                           | 4:46  | The Marshall Mathers LP 2                  | 2013 |
| Brand New Dance       |                                           | 3:27  | The Death of Slim Shady (Coup de Grâce)    | 2024 |
| Bring Our Boys        | D12                                       | 4:34  | The Underground EP                         | 1997 |
| Buffalo Bill          |                                           | 3:56  | Relapse: Refill                            | 2009 |
| Bully                 |                                           | 5:17  | Straight from the Lab                      | 2003 |
| Bump Heads            | G Unit                                    | 4:42  | The Singles                                | 2003 |
| Busa Rhyme            | Missy Elliott                             | 5:02  | Da Real World                              | 1999 |
| Business              |                                           | 4:12  | The Eminem Show                            | 2002 |

## C
| Titel                     | Gastmusiker                  | Länge | Album                                               | Jahr |
| ------------------------- | ---------------------------- | ----- | --------------------------------------------------- | ---- |
| Calm Down                 | Busta Rhymes                 | 5:55  | Extinction Level Event 2: The Wrath of God Reloaded | 2014 |
| Campaign Speech           |                              | 7:48  |                                                     | 2016 |
| Can-I-Bitch               |                              | 5:06  | Straight from the Lab                               | 2003 |
| Careful What You Wish For |                              | 3:47  | Relapse (Bonus-Download)                            | 2009 |
| Castle                    | Liz Rodrigues                | 4:14  | Revival                                             | 2017 |
| Caterpillar               | Royce da 5′9″ und King Green | 4:43  | Book of Ryan                                        | 2018 |
| Celebrity                 | Lloyd Banks und Akon         | 4:14  |                                                     | 2010 |
| Chance to Advance         | D12                          | 5:10  | The Underground EP                                  | 1997 |
| Chemical Warfare          |                              | 1:33  | Chemical Warfare                                    | 2009 |
| Chloraseptic              | Phresher                     | 5:01  | Revival                                             | 2017 |
| Chloraseptic (Remix)      | 2 Chainz und Phresher        | 4:56  |                                                     | 2018 |
| Cinderella Man            |                              | 4:39  | Recovery                                            | 2010 |
| Classic Shit              | Stat Quo                     | 2:22  |                                                     | 2006 |
| Cleanin’ Out My Closet    |                              | 4:58  | The Eminem Show                                     | 2002 |
| C’mon Let Me Ride         | Skylar Grey                  | 3:38  | Don’t Look Down                                     | 2013 |
| Cocaine                   | Jazmine Sullivan             | 4:15  |                                                     | 2010 |
| Coffin                    | Jessie Reyez                 | 4:23  | Before Love Came to Kill Us                         | 2020 |
| Cold Wind Blows           |                              | 5:04  | Recovery                                            | 2010 |
| Come on In                | D12                          | 4:34  | Straight from the Lab                               | 2003 |
| Crack a Bottle            | Dr. Dre und 50 Cent          | 4:57  | Relapse                                             | 2009 |
| Crazy in Love             |                              | 4:02  | Encore                                              | 2004 |
| Criminal                  | Dr. Dre                      | 5:19  | The Marshall Mathers LP                             | 2000 |
| Cum on Everybody          | Dina Rae                     | 3:39  | The Slim Shady LP                                   | 1999 |

## D
| Titel                 | Gastmusiker                                                    | Länge | Album                                                        | Jahr |
| --------------------- | -------------------------------------------------------------- | ----- | ------------------------------------------------------------ | ---- |
| Darkness              |                                                                | 5:37  | Music to Be Murdered By                                      | 2020 |
| Dead Wrong            | The Notorious B.I.G.                                           | 4:57  | Born Again                                                   | 1999 |
| Déjà Vu               |                                                                | 4:43  | Relapse                                                      | 2009 |
| Desperados            | Bugz und Proof                                                 | 5:00  | Kill the DJ                                                  | 2000 |
| Desperation           | Jamie N Commons                                                | 3:56  | The Marshall Mathers LP 2 (Deluxe-Edition)                   | 2013 |
| Detroit vs. Everybody | Royce da 5′9″, Big Sean, Danny Brown, Dej Loaf und Trick-Trick | 5:57  | Shady XV                                                     | 2014 |
| Devils Night          | D12                                                            | 4:19  | Devils Night                                                 | 2001 |
| Die Alone             | Kobe                                                           | 3:36  | Shady XV (Deluxe-Edition)                                    | 2014 |
| Difficult             |                                                                | 4:39  |                                                              | 2010 |
| Discombobulated       |                                                                | 4:12  | Music to Be Murdered By – Side B                             | 2020 |
| Doe Rae Me            | D12 und Obie Trice                                             | 5:14  | Straight from the Lab                                        | 2003 |
| Don’t Approach Me     | Xzibit                                                         | 4:35  | Restless                                                     | 2000 |
| Don’t Front           | Buckshot                                                       | 4:44  | The Marshall Mathers LP 2 (Version mit Call of Duty: Ghosts) | 2013 |
| Don’t Push Me         | 50 Cent und Lloyd Banks                                        | 4:08  | Get Rich or Die Tryin’                                       | 2003 |
| Doomsday Pt. 2        |                                                                | 1:50  | All Is Yellow                                                | 2024 |
| Drama Setter          | Tony Yayo und Obie Trice                                       | 5:03  | Thoughts of a Predicate Felon                                | 2005 |
| Drips                 | Obie Trice                                                     | 4:46  | The Eminem Show                                              | 2002 |
| Drop the Bomb on ’Em  |                                                                | 4:48  | Relapse: Refill                                              | 2009 |
| Drop the World        | Lil Wayne                                                      | 3:49  | Rebirth                                                      | 2009 |
| Drug Ballad           | Dina Rae                                                       | 5:00  | The Marshall Mathers LP                                      | 2000 |

## E
| Titel      | Gastmusiker                     | Länge | Album                                   | Jahr |
| ---------- | ------------------------------- | ----- | --------------------------------------- | ---- |
| Echo       | Royce da 5′9″ und Liz Rodrigues | 4:55  | Hell: The Sequel (Deluxe-Edition)       | 2011 |
| Elevator   |                                 | 4:52  | Relapse: Refill                         | 2009 |
| Emulate    | Obie Trice                      | 3:12  |                                         | 2011 |
| Encore     | Dr. Dre und 50 Cent             | 5:48  | Encore                                  | 2004 |
| EPMD 2     | Nas und EPMD                    | 3:35  | King’s Disease II                       | 2021 |
| Evil       |                                 | 3:50  | The Death of Slim Shady (Coup de Grâce) | 2024 |
| Evil Deeds |                                 | 4:19  | Encore                                  | 2004 |
| Evil Twin  |                                 | 5:56  | The Marshall Mathers LP 2               | 2013 |

## F
| Titel                | Gastmusiker | Länge | Album                                   | Jahr |
| -------------------- | --- | ----- | --------------------------------------- | ---- |
| Fack                 | | 3:25  | Curtain Call: The Hits                  | 2005 |
| Fall                 | Justin Vernon                                                                                                   | 4:22  | Kamikaze                                | 2018 |
| Farewell             | | 4:08  | Music to Be Murdered By                 | 2020 |
| Fast Lane            | Royce da 5′9″ und Sly Jordan                                                                                    | 4:09  | Hell: The Sequel                        | 2011 |
| Favorite Bitch       | Ty Dolla Sign und Sly Pyper                                                                                     | 3:56  | Music to Be Murdered By – Side B        | 2020 |
| Fight Music          | D12 | 4:22  | Devils Night                            | 2001 |
| Filthy               | D12 | 3:15  | The Underground EP                      | 1997 |
| Fine Line            | | 5:07  | Shady XV                                | 2014 |
| Fly Away             | Just Blaze | 5:14  |                                         | 2011 |
| Follow Me            | Nate Dogg | 4:25  |                                         | 2005 |
| Forever              | Drake, Kanye West und Lil Wayne                                                                                 | 5:57  | Music Inspired by More Than a Game      | 2009 |
| Forgot About Dre     | Dr. Dre | 3:41  | 2001                                    | 1999 |
| Framed               | | 4:13  | Revival                                 | 2017 |
| Freak                | Anderson .Paak und Westside Boogie                                                                              | 3:37  |                                         | 2017 |
| Friday Night Cypher  | Big Sean, Tee Grizzley, Kash Doll, Cash Kidd, Payroll, 42 Dugg, Boldy James, Drego, Sada Baby und Royce da 5′9″ | 9:28  | Detroit 2                               | 2020 |
| From tha D           | Kid Rock und Trick-Trick                                                                                        | 4:17  |                                         | 2009 |
| From the D 2 the LBC | Snoop Dogg | 3:35  | Curtain Call 2                          | 2022 |
| Fuck Off             | Kid Rock | 6:13  | Devil Without a Cause                   | 1998 |
| Fuel                 | JID | 3:34  | The Death of Slim Shady (Coup de Grâce) | 2024 |

## G
| Titel                 | Gastmusiker            | Länge | Album                                      | Jahr |
| --------------------- | ---------------------- | ----- | ------------------------------------------ | ---- |
| G.O.A.T.              |                        | 3:55  |                                            | 2011 |
| Gatman and Robbin’    | 50 Cent                | 3:46  | The Massacre                               | 2005 |
| Get Back              | D12                    | 3:38  | The Piece Maker                            | 2000 |
| Get My Gun            | D12                    | 4:34  | D12 World                                  | 2004 |
| Get You Mad           | King Tech              | 4:21  | The Slim Shady LP (Premium-Edition)        | 1999 |
| Girls                 |                        | 5:35  | Devils Night                               | 2001 |
| Git Up                | D12                    | 4:03  | D12 World                                  | 2004 |
| Give Me the Ball      |                        | 2:42  |                                            | 2011 |
| Gnat                  |                        | 3:44  | Music to Be Murdered By – Side B           | 2020 |
| Go to Sleep           | DMX und Obie Trice     | 4:42  | Cradle 2 the Grave                         | 2003 |
| Godzilla              | Juice Wrld             | 3:31  | Music to Be Murdered By                    | 2020 |
| Going Crazy           | D12                    | 4:27  |                                            | 2011 |
| Going Through Changes |                        | 4:59  | Recovery                                   | 2010 |
| Good Guy              | Jessie Reyez           | 2:22  | Kamikaze                                   | 2018 |
| Gospel                | Dr. Dre und The D.O.C. | 3:26  | GTA Online: The Contract                   | 2021 |
| Greatest              |                        | 3:46  | Kamikaze                                   | 2018 |
| Green and Gold        | The Anonymous          | 4:50  | Green & Gold                               | 1998 |
| Greg (A cappella)     |                        | 0:54  | The Slim Shady LP (Premium-Edition)        | 1999 |
| Groundhog Day         |                        | 4:53  | The Marshall Mathers LP 2 (Deluxe-Edition) | 2013 |
| Guilty Conscience     | Dr. Dre                | 3:19  | The Slim Shady LP                          | 1999 |
| Guilty Conscience 2   |                        | 5:26  | The Death of Slim Shady (Coup de Grâce)    | 2024 |
| Guns Blazing          | Dr. Dre und Sly Pyper  | 3:16  | Music to Be Murdered By – Side B           | 2020 |
| Gunz n Smoke          | Snoop Dogg und 50 Cent | 3:33  | Missionary                                 | 2024 |
| Guts Over Fear        | Sia                    | 5:01  | Shady XV                                   | 2014 |

## H
| Titel                        | Gastmusiker              | Länge | Album                                   | Jahr |
| ---------------------------- | ------------------------ | ----- | --------------------------------------- | ---- |
| Habits                       | White Gold               | 4:58  | The Death of Slim Shady (Coup de Grâce) | 2024 |
| Hail Mary                    | 50 Cent und Busta Rhymes | 4:38  |                                         | 2003 |
| Hailie’s Song                |                          | 5:21  | The Eminem Show                         | 2002 |
| Hands on You                 | Obie Trice               | 5:12  | Cheers                                  | 2003 |
| Hazardous Youth (A cappella) |                          | 0:47  | The Slim Shady LP (Premium-Edition)     | 1999 |
| Head Honcho                  | Ez Mil                   | 3:55  | The Death of Slim Shady (Coup de Grâce) | 2024 |
| Headlights                   | Nate Ruess               | 5:43  | The Marshall Mathers LP 2               | 2013 |
| Heat                         |                          | 4:10  | Revival                                 | 2017 |
| Hell Breaks Loose            | Dr. Dre                  | 4:04  | Relapse: Refill                         | 2009 |
| Hellbound                    | J-Black und Masta Ace    | 3:58  | Game Over                               | 2002 |
| Hello                        |                          | 4:08  | Relapse                                 | 2009 |
| Hello Good Morning (Remix)   | Diddy-Dirty Money        | 3:39  |                                         | 2010 |
| Here Comes the Weekend       | P!nk                     | 4:24  | The Truth About Love                    | 2012 |
| Higher                       | Sly Pyper                | 3:42  | Music to Be Murdered By – Side B        | 2020 |
| The Hills (Remix)            | The Weeknd               | 4:23  |                                         | 2015 |
| Hip Hop                      | Bizarre                  | 4:31  | Hannicap Circus                         | 2005 |
| Hit Me with Your Best Shot   | D12                      | 5:24  |                                         | 2011 |
| Homicide                     | Logic                    | 4:05  | Confessions of a Dangerous Mind         | 2019 |
| Houdini                      |                          | 3:47  | The Death of Slim Shady (Coup de Grâce) | 2024 |
| How Come                     | D12                      | 4:09  | D12 World                               | 2004 |
| Hustlers & Hardcore          | Feel-X                   | 3:08  | Behind the Doors of the 13th Floor      | 1999 |

## I
| Titel              | Gastmusiker                                 | Länge | Album                                            | Jahr |
| ------------------ | ------------------------------------------- | ----- | ------------------------------------------------ | ---- |
| I’m Back           |                                             | 5:10  | The Marshall Mathers LP                          | 2000 |
| I’m Gone           | Obie Trice                                  | 3:09  | The Streetsweeper Vol. 2: The Pain from the Game | 2004 |
| I’m on Everything  | Royce da 5′9″                               | 4:31  | Hell: The Sequel                                 | 2011 |
| I’m Shady          |                                             | 3:31  | The Slim Shady LP                                | 1999 |
| I’m Sorry          |                                             | 4:43  |                                                  | 2010 |
| I Can Be           | Helleva                                     | 4:26  |                                                  | 2007 |
| I Love You More    |                                             | 4:56  | Straight from the Lab                            | 2003 |
| I Need a Doctor    | Dr. Dre und Skylar Grey                     | 4:41  |                                                  | 2011 |
| I Remember         |                                             | 5:37  |                                                  | 2000 |
| I Will             | KXNG Crooked, Royce da 5′9″ und Joell Ortiz | 5:03  | Music to Be Murdered By                          | 2020 |
| I’ll Hurt You      | Busta Rhymes                                | 4:18  |                                                  | 2006 |
| If I Get Locked Up | Dr. Dre                                     | 3:40  | The Tunnel                                       | 1999 |
| If I Had           | Kristie Abete                               | 4:06  | The Slim Shady LP                                | 1999 |
| In This World      | Yelawolf                                    | 4:03  | Radioactive                                      | 2011 |
| In Too Deep        |                                             | 3:15  | Music to Be Murdered By                          | 2020 |
| In Your Head       |                                             | 3:02  | Revival                                          | 2017 |
| Infinite           |                                             | 4:02  | Infinite                                         | 1996 |
| Insane             |                                             | 3:01  | Relapse                                          | 2009 |
| Is This Love (’09) | 50 Cent                                     | 3:33  | Curtain Call 2                                   | 2022 |
| It’s Been Real     |                                             | 2:17  |                                                  | 2011 |
| It’s OK            | Eye-Kyu                                     | 3:31  | Infinite                                         | 1996 |
| It Has Been Said   | Obie Trice und Diddy                        | 3:18  | Duets: The Final Chapter                         | 2005 |

## J
| Titel                          | Gastmusiker | Länge | Album                              | Jahr |
| ------------------------------ | ----------- | ----- | ---------------------------------- | ---- |
| Jealousy Woes II               |             | 3:20  | Infinite                           | 1996 |
| Jimmy, Brian and Mike          |             | 3:22  | The Eminem Show (Expanded Edition) | 2022 |
| Jimmy Crack Corn               | 50 Cent     | 3:54  | Eminem Presents: The Re-Up         | 2006 |
| Jimmy Crack Corn (Vocal Remix) | Cashis      | 3:34  |                                    | 2007 |
| Jump Out                       |             | 4:00  |                                    | 2006 |
| Just Don’t Give a Fuck         |             | 4:03  | The Slim Shady LP                  | 1999 |
| Just Lose It                   |             | 4:08  | Encore                             | 2004 |
| Just the Two of Us             |             | 4:20  | Slim Shady EP                      | 1997 |

## K
| Titel           | Gastmusiker            | Länge | Album                                               | Jahr |
| --------------- | ---------------------- | ----- | --------------------------------------------------- | ---- |
| Kamikaze        |                        | 3:36  | Kamikaze                                            | 2018 |
| Keep Talkin’    | D12                    | 4:28  | D12 World                                           | 2004 |
| Key (Skit)      |                        | 0:57  | Music to Be Murdered By – Side B                    | 2020 |
| Key to My Room  |                        | 4:05  |                                                     | 2009 |
| The Kids        |                        | 5:06  | The Marshall Mathers LP (Deluxe-Edition)            | 2000 |
| Kill for You    | Skylar Grey            | 4:51  | Natural Causes                                      | 2016 |
| Kill You        |                        | 4:24  | The Marshall Mathers LP                             | 2000 |
| Killer          |                        | 3:15  | Music to Be Murdered By – Side B                    | 2020 |
| Killer (Remix)  | Jack Harlow und Cordae | 3:56  |                                                     | 2021 |
| Killshot        |                        | 4:13  |                                                     | 2018 |
| Kim             |                        | 6:18  | The Marshall Mathers LP                             | 2000 |
| The King and I  | CeeLo Green            | 3:14  | Elvis (Soundtrack)                                  | 2022 |
| Kings Never Die | Gwen Stefani           | 4:56  | Southpaw (Soundtrack)                               | 2015 |
| A Kiss          | Royce da 5′9″          | 4:34  | Hell: The Sequel                                    | 2011 |
| Kyrie & Luka    | 2 Chainz               | 4:15  | The Death of Slim Shady (Coup de Grâce) (Bonussong) | 2024 |

## L
| Titel                         | Gastmusiker                        | Länge | Album                                               | Jahr |
| ----------------------------- | ---------------------------------- | ----- | --------------------------------------------------- | ---- |
| Lace It                       | Juice Wrld und Benny Blanco        | 3:37  | The Party Never Ends                                | 2023 |
| Lady                          | Obie Trice                         | 4:45  | Cheers                                              | 2003 |
| The Last Hit                  | The High & Mighty                  | 4:19  | Home Field Advantage                                | 1999 |
| Last One Standing             | Skylar Grey, Polo G und Mozzy      | 4:17  |                                                     | 2021 |
| Lean Back (Remix)             | Fat Joe, Lil Jon, Mase und Remy Ma | 4:50  | All or Nothing                                      | 2005 |
| Leave Dat Boy Alone           | D12                                | 5:23  | D12 World                                           | 2004 |
| Leaving Heaven                | Skylar Grey                        | 4:26  | Music to Be Murdered By                             | 2020 |
| Legacy                        | Polina                             | 4:56  | The Marshall Mathers LP 2                           | 2013 |
| Lighters                      | Royce da 5′9″ und Bruno Mars       | 5:03  | Hell: The Sequel                                    | 2011 |
| Like Home                     | Alicia Keys                        | 4:05  | Revival                                             | 2017 |
| Like My Shit                  |                                    | 3:50  | The Death of Slim Shady (Coup de Grâce) (Bonussong) | 2024 |
| Like Toy Soldiers             |                                    | 4:56  | Encore                                              | 2004 |
| Little Engine                 |                                    | 2:57  | Music to Be Murdered By                             | 2020 |
| Living Proof                  | Royce da 5′9″                      | 3:55  | Hell: The Sequel (Deluxe-Edition)                   | 2011 |
| Lock It Up                    | Anderson .Paak                     | 2:50  | Music to Be Murdered By                             | 2020 |
| Lord Above                    | Fat Joe und Mary J. Blige          | 4:54  | Family Ties                                         | 2019 |
| Lose Yourself                 |                                    | 5:20  | 8 Mile (Soundtrack)                                 | 2002 |
| Loud Noises                   | Slaughterhouse                     | 4:20  | Hell: The Sequel                                    | 2011 |
| Love Drunk                    |                                    | 3:41  |                                                     | 2009 |
| Love Game                     | Kendrick Lamar                     | 4:56  | The Marshall Mathers LP 2                           | 2013 |
| Love Me                       | Obie Trice und 50 Cent             | 4:30  | 8 Mile (Soundtrack)                                 | 2002 |
| Love the Way You Lie          | Rihanna                            | 4:23  | Recovery                                            | 2010 |
| Love the Way You Lie, Part II | Rihanna                            | 5:01  | Loud                                                | 2010 |
| Love You More                 |                                    | 4:41  | Encore (Deluxe-Edition)                             | 2004 |
| Low Down, Dirty               |                                    | 4:43  | Slim Shady EP                                       | 1997 |
| Lucifer                       | Sly Pyper                          | 4:22  | The Death of Slim Shady (Coup de Grâce)             | 2024 |
| Lucky You                     | Joyner Lucas                       | 4:04  | Kamikaze                                            | 2018 |

## M
| Titel                  | Gastmusiker                                | Länge | Album                     | Jahr |
| ---------------------- | ------------------------------------------ | ----- | ------------------------- | ---- |
| Macosa                 | Outsidaz                                   | 5:15  | Eminem Is Back            | 2004 |
| Majesty                | Nicki Minaj und Labrinth                   | 4:55  | Queen                     | 2018 |
| Marsh                  |                                            | 3:21  | Music to Be Murdered By   | 2020 |
| Marshall Powers        |                                            | 2:11  |                           | 2018 |
| Marshall Mathers       |                                            | 5:21  | The Marshall Mathers LP   | 2000 |
| Maxine                 | Kon Artis und Three                        | 3:56  | Infinite                  | 1996 |
| Medicine Ball          |                                            | 3:57  | Relapse                   | 2009 |
| Medicine Man           | Dr. Dre, Candice Pillay und Anderson .Paak | 4:14  | Compton                   | 2015 |
| Mockingbird            |                                            | 4:10  | Encore                    | 2004 |
| Monkey See, Monkey Do  |                                            | 3:40  | Straight from the Lab     | 2003 |
| The Monster            | Rihanna                                    | 4:10  | The Marshall Mathers LP 2 | 2013 |
| Mosh                   |                                            | 5:17  | Encore                    | 2004 |
| Murder, Murder         |                                            | 4:41  | Slim Shady EP             | 1997 |
| Murder, Murder (Remix) |                                            | 3:44  | Next Friday               | 1999 |
| Murdergram Deux        | LL Cool J                                  | 3:05  | The Force                 | 2024 |
| Music Box              |                                            | 5:04  | Relapse: Refill           | 2009 |
| Must Be the Ganja      |                                            | 4:02  | Relapse                   | 2009 |
| My 1st Single          |                                            | 5:02  | Encore                    | 2004 |
| My Ballz               | D12                                        | 4:26  | The Longest Yard          | 2005 |
| My Band                | D12                                        | 4:58  | D12 World                 | 2004 |
| My Dad’s Gone Crazy    | Hailie Jade                                | 4:27  | The Eminem Show           | 2002 |
| My Darling             |                                            | 5:20  | Relapse (Bonus-Download)  | 2009 |
| My Fault               |                                            | 4:01  | The Slim Shady LP         | 1999 |
| My Fault (Pizza Mix)   |                                            | 3:59  | The Singles               | 2003 |
| My Life                | 50 Cent und Adam Levine                    | 3:59  |                           | 2012 |
| My Mom                 |                                            | 5:20  | Relapse                   | 2009 |
| My Name                | Xzibit und Nate Dogg                       | 4:31  | Man vs Machine            | 2002 |
| My Name Is             |                                            | 4:28  | The Slim Shady LP         | 1999 |

## N
| Titel                           | Gastmusiker                    | Länge | Album                      | Jahr |
| ------------------------------- | ------------------------------ | ----- | -------------------------- | ---- |
| Nail in the Coffin              |                                | 4:47  |                            | 2002 |
| Need Me                         | Pink                           | 4:25  | Revival                    | 2017 |
| Never 2 Far                     |                                | 3:38  | Infinite                   | 1996 |
| Never Enough                    | 50 Cent und Nate Dogg          | 2:39  | Encore                     | 2004 |
| Never Love Again                |                                | 2:58  | Music to Be Murdered By    | 2020 |
| Nice Guy                        | Jessie Reyez                   | 2:30  | Kamikaze                   | 2018 |
| No Apologies                    |                                | 4:18  | Eminem Presents: The Re-Up | 2006 |
| No Favors                       | Big Sean                       | 5:25  | I Decided                  | 2017 |
| No Love                         | Lil Wayne                      | 5:00  | Recovery                   | 2010 |
| No More to Say                  | Proof und Trick-Trick          | 3:55  | The People vs.             | 2005 |
| No One’s Iller                  | Swift, Bizarre und Fuzz Scoota | 4:59  | Slim Shady EP              | 1997 |
| No Regrets                      | Don Toliver                    | 3:21  | Music to Be Murdered By    | 2020 |
| Normal                          |                                | 3:42  | Kamikaze                   | 2018 |
| Not Afraid                      |                                | 4:08  | Recovery                   | 2010 |
| Not Alike                       | Royce da 5′9″                  | 4:48  | Kamikaze                   | 2018 |
| Nowhere Fast                    | Kehlani                        | 4:24  | Revival                    | 2017 |
| Nowhere Fast (Extended Version) | Kehlani                        | 4:39  |                            | 2018 |
| Numb                            | Rihanna                        | 3:25  | Unapologetic               | 2012 |
| Nut Up                          |                                | 4:22  |                            | 2019 |
| Nuttin’ to Do                   | Royce da 5′9″                  | 4:13  | Eminem Is Back             | 2004 |

## O
| Titel                            | Gastmusiker                    | Länge | Album                          | Jahr |
| -------------------------------- | ------------------------------ | ----- | ------------------------------ | ---- |
| Off the Wall                     | Redman                         | 3:56  | Nutty Professor II: The Klumps | 2000 |
| Off to Tijuana                   | D12 und Hush                   | 4:18  | Bulletproof                    | 2005 |
| Offended                         | Kent Jones                     | 5:20  | Revival                        | 2017 |
| Oh No                            |                                | 3:57  |                                | 2011 |
| Old Time’s Sake                  | Dr. Dre                        | 4:38  | Relapse                        | 2009 |
| On Fire                          |                                | 3:34  | Recovery                       | 2010 |
| One Day at a Time (Em’s Version) | Tupac Shakur und Outlawz       | 3:45  | Tupac: Resurrection            | 2003 |
| One Shot 2 Shot                  | D12                            | 4:26  | Encore                         | 2004 |
| Open Mic                         | Kuniva und Thyme               | 4:02  | Infinite                       | 1996 |
| Our House                        | Slaughterhouse und Skylar Grey | 5:58  | Welcome to: Our House          | 2012 |
| Outro                            | Obie Trice und D12             | 4:02  | Cheers                         | 2003 |

## P
| Titel               | Gastmusiker                 | Länge | Album                      | Jahr |
| ------------------- | --------------------------- | ----- | -------------------------- | ---- |
| Pale Moonlight      | Strike und Dina Rae         | 4:10  |                            | 2006 |
| Parables Remix      | Cordae                      | 4:46  | From a Birds Eye View      | 2022 |
| Patiently Waiting   | 50 Cent                     | 4:48  | Get Rich or Die Tryin’     | 2003 |
| Peep Show           | 50 Cent                     | 3:52  | Curtis                     | 2007 |
| Phenomenal          | Liz Rodrigues               | 4:43  | Southpaw (Soundtrack)      | 2015 |
| Pimp Like Me        | D12 und Dina Rae            | 5:57  | Devils Night               | 2001 |
| Pimplikeness        | D12                         | 5:10  | Searching for Jerry Garcia | 2005 |
| Pistol Pistol       | D12                         | 5:23  | Devils Night               | 2001 |
| Pistol Poppin’      | Cashis                      | 4:17  | The County Hound EP        | 2007 |
| Premonition (Intro) |                             | 2:53  | Music to Be Murdered By    | 2020 |
| Psycho              | 50 Cent                     | 4:46  | Before I Self Destruct     | 2009 |
| Psychopath Killer   | Slaughterhouse und Yelawolf | 5:19  | Shady XV                   | 2014 |
| Public Enemy #1     |                             | 1:54  | Eminem Presents: The Re-Up | 2006 |
| Puke                |                             | 4:07  | Encore                     | 2004 |
| Purple Pills        | D12                         | 5:05  | Devils Night               | 2001 |

## Q
| Titel   | Gastmusiker | Länge | Album | Jahr |
| ------- | ----------- | ----- | ----- | ---- |
| Quitter | D12         | 6:46  |       | 2000 |

## R
| Titel               | Gastmusiker            | Länge | Album                                   | Jahr |
| ------------------- | ---------------------- | ----- | --------------------------------------- | ---- |
| Rabbit Run          |                        | 3:10  | 8 Mile (Soundtrack)                     | 2002 |
| Rain Man            |                        | 5:13  | Encore                                  | 2004 |
| Rainy Days          | Boogie                 | 3:54  | Everything’s for Sale                   | 2019 |
| Rap Game            | D12 und 50 Cent        | 5:53  | 8 Mile (Soundtrack)                     | 2002 |
| Rap God             |                        | 6:03  | The Marshall Mathers LP 2               | 2013 |
| Raw                 | Royce da 5′9″          | 3:40  | Southpaw (Soundtrack)                   | 2015 |
| The Re-Up           | 50 Cent                | 2:57  | Eminem Presents: The Re-Up              | 2006 |
| The Real Slim Shady |                        | 4:45  | The Marshall Mathers LP                 | 2000 |
| Realest             | Ez Mil                 | 3:38  | Duality: Redux                          | 2023 |
| Remember Me?        | RBX und Sticky Fingaz  | 3:39  | The Marshall Mathers LP                 | 2000 |
| Remember the Name   | Ed Sheeran und 50 Cent | 3:27  | No. 6 Collaborations Project            | 2019 |
| Remind Me           |                        | 3:45  | Revival                                 | 2017 |
| Renaissance         |                        | 1:38  | The Death of Slim Shady (Coup de Grâce) | 2024 |
| Renegade            | Royce da 5′9″          | 5:04  |                                         | 2001 |
| Renegade            | Jay-Z                  | 5:37  | The Blueprint                           | 2001 |
| The Reunion         | Royce da 5′9″          | 4:50  | Hell: The Sequel                        | 2011 |
| Revelation          | D12                    | 5:48  | Devils Night                            | 2001 |
| Revenge             | Pink                   | 3:46  | Beautiful Trauma                        | 2017 |
| Rhyme or Reason     |                        | 5:01  | The Marshall Mathers LP 2               | 2013 |
| Richard             | Obie Trice             | 3:50  | Bottoms Up                              | 2012 |
| Ricky Ticky Toc     |                        | 2:48  | Encore (Deluxe-Edition)                 | 2004 |
| Ridaz               |                        | 5:00  | Recovery (Bonus-Download)               | 2010 |
| Right for Me        |                        | 4:57  | Shady XV                                | 2014 |
| The Ringer          |                        | 5:37  | Kamikaze                                | 2018 |
| Ritz                |                        | 4:33  |                                         | 2013 |
| River               | Ed Sheeran             | 3:41  | Revival                                 | 2017 |
| Road Rage           | Dem Jointz, Sly Pyper  | 3:38  | The Death of Slim Shady (Coup de Grâce) | 2024 |
| Rock Bottom         |                        | 3:34  | The Slim Shady LP                       | 1999 |
| Rock City           | Royce da 5′9″          | 4:06  | Rock City                               | 2002 |
| Role Model          |                        | 3:25  | The Slim Shady LP                       | 1999 |
| Roman’s Revenge     | Nicki Minaj            | 4:37  | Pink Friday                             | 2010 |
| Rush Ya Clique      | Outsidaz               | 4:34  | Night Life                              | 2000 |

## S
| Titel                   | Gastmusiker                                  | Länge | Album                                    | Jahr |
| ----------------------- | -------------------------------------------- | ----- | ---------------------------------------- | ---- |
| Same Song & Dance       |                                              | 4:06  | Relapse                                  | 2009 |
| The Sauce               |                                              | 3:34  |                                          | 2003 |
| Say Goodbye Hollywood   |                                              | 4:33  | The Eminem Show                          | 2002 |
| Say What You Say        | Dr. Dre                                      | 5:10  | The Eminem Show                          | 2002 |
| Scary Movies            | Royce da 5′9″                                | 3:46  | Eminem Is Back                           | 2004 |
| Searchin’               | Kon Artis und Sylvia Striplin                | 3:46  | Infinite                                 | 1996 |
| Seduction               | Sly Jordan                                   | 4:36  | Recovery                                 | 2010 |
| Session One             | Slaughterhouse                               | 4:28  | Recovery (Bonus-Download)                | 2010 |
| Sexual Healing          | Dr. Dre                                      | 3:30  |                                          | 2009 |
| Shady 2.0 Boys          | Slaughterhouse und Yelawolf                  | 5:30  |                                          | 2011 |
| Shady XV                |                                              | 5:01  | Shady XV                                 | 2014 |
| Shake That              | Nate Dogg                                    | 4:34  | Curtain Call: The Hits                   | 2005 |
| Shake That (Remix)      | Nate Dogg, Obie Trice und Bobby Creekwater   | 2:59  | Eminem Presents: The Re-Up               | 2006 |
| She Loves Me            | Sly Pyper                                    | 3:24  | Music to Be Murdered By – Side B         | 2020 |
| She’s the One           | Royce da 5′9″                                | 3:40  | Eminem Is Back                           | 2004 |
| Shit Can Happen         | D12                                          | 4:52  | Devils Night                             | 2001 |
| Shit Hits the Fan       | Obie Trice und Dr. Dre                       | 4:52  | Cheers                                   | 2003 |
| Shit on You             | D12                                          | 4:42  | Devils Night (Deluxe-Edition)            | 2001 |
| Sing for the Moment     |                                              | 5:40  | The Eminem Show                          | 2002 |
| Slow Your Roll          | D12                                          | 4:25  | D12 World (Deluxe-Edition)               | 2004 |
| Smack That              | Akon                                         | 3:32  | Konvicted                                | 2006 |
| Smack You               |                                              | 5:24  |                                          | 2003 |
| So Bad                  |                                              | 5:25  | Recovery                                 | 2010 |
| So Far…                 |                                              | 5:17  | The Marshall Mathers LP 2                | 2013 |
| So Much Better          |                                              | 4:21  | The Marshall Mathers LP 2                | 2013 |
| Sociopath               | 50 Cent                                      | 3:34  |                                          | 2009 |
| Soldier                 |                                              | 3:46  | The Eminem Show                          | 2002 |
| Soldier Like Me         | Tupac Shakur                                 | 3:50  | Loyal to the Game                        | 2004 |
| Somebody Save Me        | Jelly Roll                                   | 3:50  | The Death of Slim Shady (Coup de Grâce)  | 2024 |
| Space Bound             | Steve McEwan                                 | 4:39  | Recovery                                 | 2010 |
| Speedom (WWC2)          | Tech N9ne und Krizz Kaliko                   | 4:55  | Special Effects                          | 2015 |
| Spend Some Time         | Obie Trice, 50 Cent und Stat Quo             | 5:10  | Encore                                   | 2004 |
| Square Dance            |                                              | 5:24  | The Eminem Show                          | 2002 |
| Stan                    | Dido                                         | 6:44  | The Marshall Mathers LP                  | 2000 |
| Stay Wide Awake         |                                              | 5:20  | Relapse                                  | 2009 |
| Stepdad                 |                                              | 3:33  | Music to Be Murdered By                  | 2020 |
| Stepping Stone          |                                              | 5:09  | Kamikaze                                 | 2018 |
| Still Don’t Give a Fuck |                                              | 4:12  | The Slim Shady LP                        | 1999 |
| Stimulate               |                                              | 5:03  | 8 Mile (Soundtrack, Deluxe-Edition)      | 2002 |
| Stir Crazy              | The Madd Rapper                              | 3:09  | Tell ’Em Why U Madd                      | 1999 |
| Stronger Than I Was     |                                              | 5:36  | The Marshall Mathers LP 2                | 2013 |
| Superman                | Dina Rae                                     | 5:50  | The Eminem Show                          | 2002 |
| Survival                | Liz Rodrigues                                | 4:32  | The Marshall Mathers LP 2                | 2013 |
| Syllables               | Jay-Z, Dr. Dre, 50 Cent, Stat Quo und Cashis | 5:10  |                                          | 2007 |
| Symphony in H           |                                              | 1:29  | The Piece Maker 3: Return of the 50 MC’s | 2013 |

## T
| Titel                | Gastmusiker                   | Länge | Album                                   | Jahr |
| -------------------- | ----------------------------- | ----- | --------------------------------------- | ---- |
| Take from Me         | Royce da 5′9″ und Claret Jai  | 3:25  | Hell: The Sequel                        | 2011 |
| Taking My Ball       |                               | 5:02  | Relapse: Refill                         | 2009 |
| Talk to Me           | Young Jeezy und Freddie Gibbs | 3:47  |                                         | 2011 |
| Talkin’ 2 Myself     | Kobe                          | 5:01  | Recovery                                | 2010 |
| Temporary            | Skylar Grey                   | 4:58  | The Death of Slim Shady (Coup de Grâce) | 2024 |
| That’s All She Wrote | T.I.                          | 5:18  | No Mercy                                | 2010 |
| There They Go        | Obie Trice und Big Herk       | 3:49  | Second Round’s on Me                    | 2006 |
| These Demons         | Maj                           | 3:27  | Music to Be Murdered By – Side B        | 2020 |
| These Drugs          | D12                           | 5:14  | Devils Night (Deluxe-Edition)           | 2001 |
| Things Get Worse     | B.o.B                         | 3:53  | E.P.I.C. (Every Play Is Crucial)        | 2011 |
| Those Kinda Nights   | Ed Sheeran                    | 2:58  | Music to Be Murdered By                 | 2020 |
| Throw It Up          | Yelawolf und Gangsta Boo      | 4:12  | Radioactive                             | 2011 |
| Throw That           | Slaughterhouse                | 3:57  | Welcome to: Our House                   | 2012 |
| Tobey                | Big Sean und BabyTron         | 4:44  | The Death of Slim Shady (Coup de Grâce) | 2024 |
| Tone Deaf            |                               | 4:50  | Music to Be Murdered By – Side B        | 2020 |
| Tonite               |                               | 3:44  | Infinite                                | 1996 |
| Topless              | Dr. Dre, T.I. und Nas         | 4:22  |                                         | 2010 |
| Touchdown            | T.I.                          | 4:42  | T.I. vs. T.I.P.                         | 2007 |
| Trade Off            | Slaughterhouse                | 4:55  |                                         | 2015 |
| Tragic Endings       | Skylar Grey                   | 4:12  | Revival                                 | 2017 |
| Trife Thieves        | Bizarre und Fuzz Scoota       | 3:57  | Attack of the Weirdos                   | 1998 |
| Trouble              |                               | 0:42  | The Death of Slim Shady (Coup de Grâce) | 2024 |
| Turn Me Loose        | Limp Bizkit                   | 5:05  |                                         | 1998 |
| Twerk Dat Pop That!  | Trick-Trick und Royce da 5′9″ | 4:09  |                                         | 2014 |
| Twisted              | Yelawolf und Skylar Grey      | 4:59  | Shady XV                                | 2014 |

## U
| Titel                   | Gastmusiker           | Länge | Album                   | Jahr |
| ----------------------- | --------------------- | ----- | ----------------------- | ---- |
| Unaccommodating         | Young M.A             | 3:37  | Music to Be Murdered By | 2020 |
| Under the Influence     | D12                   | 5:22  | The Marshall Mathers LP | 2000 |
| Underground             |                       | 6:11  | Relapse                 | 2009 |
| Untitled                |                       | 3:15  | Recovery                | 2010 |
| Untouchable             |                       | 6:10  | Revival                 | 2017 |
| Use This Gospel (Remix) | DJ Khaled, Kanye West | 3:44  | God Did                 | 2022 |

## V
| Titel         | Gastmusiker   | Länge | Album    | Jahr |
| ------------- | ------------- | ----- | -------- | ---- |
| Vegas         | Royce da 5′9″ | 5:36  | Shady XV | 2014 |
| Venom         |               | 4:29  | Kamikaze | 2018 |
| Venom (Remix) |               | 4:21  |          | 2021 |

## W
| Titel                             | Gastmusiker                                       | Länge | Album                                        | Jahr |
| --------------------------------- | ------------------------------------------------- | ----- | -------------------------------------------- | ---- |
| W.T.P.                            |                                                   | 3:58  | Recovery                                     | 2010 |
| Walk on Water                     | Beyoncé                                           | 5:03  | Revival                                      | 2017 |
| Walkthrough                       | Grip                                              | 3:28  | I Died for This!?                            | 2021 |
| Wanksta (Eminem’s Version)        |                                                   | 2:51  | The Singles                                  | 2003 |
| The Warning                       |                                                   | 3:19  |                                              | 2009 |
| Warrior, Part 2                   | 50 Cent, Lloyd Banks und Nate Dogg                | 3:37  | The Hunger for More                          | 2004 |
| Watch Deez                        | Thirstin Howl III                                 | 3:37  | Skillosopher                                 | 2000 |
| The Watcher                       | Dr. Dre und Knoc-Turn’Al                          | 3:26  | 2001                                         | 1999 |
| The Way I Am                      |                                                   | 4:50  | The Marshall Mathers LP                      | 2000 |
| The Way I Am (Danny Lohner Remix) | Marilyn Manson                                    | 4:58  | The Marshall Mathers LP (Deluxe-Edition)     | 2000 |
| We Ain’t                          | The Game                                          | 4:46  | The Documentary                              | 2005 |
| We All Die One Day                | Obie Trice, 50 Cent, Lloyd Banks und Tony Yayo    | 5:29  | Cheers                                       | 2003 |
| We Are Americans                  |                                                   | 4:58  | Straight from the Lab                        | 2003 |
| We’re Back                        | Obie Trice, Stat Quo, Bobby Creekwater und Cashis | 3:59  | Eminem Presents: The Re-Up                   | 2006 |
| We as Americans                   |                                                   | 4:33  | Encore (Deluxe-Edition)                      | 2004 |
| We Made You                       | Chamargne Tripp                                   | 4:29  | Relapse                                      | 2009 |
| We Shine                          | Da Ruckus                                         | 5:03  | Da Ruckus, Episode                           | 1998 |
| Wee Wee                           |                                                   | 2:50  |                                              | 2011 |
| Welcome 2 Detroit                 | Trick-Trick                                       | 4:46  | The People vs.                               | 2005 |
| Welcome 2 Hell                    | Royce da 5′9″                                     | 2:57  | Hell: The Sequel                             | 2011 |
| Welcome to D-Block                | Jadakiss und D-Block                              | 4:25  | Kiss of Death                                | 2004 |
| What If I Was Gay                 | Joyner Lucas                                      | 5:15  |                                              | 2019 |
| What If I Was White               | Sticky Fingaz                                     | 4:42  | Black Trash: The Autobiography of Kirk Jones | 2000 |
| What’s the Difference             | Dr. Dre und Xzibit                                | 4:04  | 2001                                         | 1999 |
| What the Beat                     | Method Man und Royce da 5′9″                      | 3:05  | The Professional, Pt. 2                      | 2000 |
| When I’m Gone                     |                                                   | 4:41  | Curtain Call: The Hits                       | 2005 |
| When the Music Stops              | D12                                               | 4:29  | The Eminem Show                              | 2002 |
| Where I’m At                      | Lloyd Banks                                       | 5:17  | The Hunger for More 2                        | 2010 |
| White America                     |                                                   | 5:25  | The Eminem Show                              | 2002 |
| Who Knew                          |                                                   | 3:48  | The Marshall Mathers LP                      | 2000 |
| Who Want It                       | Trick-Trick                                       | 4:11  | The Villain                                  | 2008 |
| Wicked Ways                       | X Ambassadors                                     | 6:32  | The Marshall Mathers LP 2 (Deluxe-Edition)   | 2013 |
| Without Me                        |                                                   | 4:50  | The Eminem Show                              | 2002 |
| Won’t Back Down                   | Pink                                              | 4:26  | Recovery                                     | 2010 |
| Words Are Weapons                 | D12                                               | 4:09  | Devils Night (Deluxe-Edition)                | 2001 |
| Writer’s Block                    | Royce da 5′9″                                     | 4:33  | Success Is Certain                           | 2011 |

## Y
| Titel             | Gastmusiker                                           | Länge | Album                      | Jahr |
| ----------------- | ----------------------------------------------------- | ----- | -------------------------- | ---- |
| Yah Yah           | Royce da 5′9″, Black Thought, Q-Tip und Denaun Porter | 4:47  | Music to Be Murdered By    | 2020 |
| Yellow Brick Road |                                                       | 5:46  | Encore                     | 2004 |
| You’re Never Over |                                                       | 5:06  | Recovery                   | 2010 |
| You Don’t Know    | 50 Cent, Cashis und Lloyd Banks                       | 4:17  | Eminem Presents: The Re-Up | 2006 |
| You Gon’ Learn    | Royce da 5′9″ und White Gold                          | 3:55  | Music to Be Murdered By    | 2020 |

## Z
| Titel | Gastmusiker | Länge | Album                            | Jahr |
| ----- | ----------- | ----- | -------------------------------- | ---- |
| Zeus  | White Gold  | 3:50  | Music to Be Murdered By – Side B | 2020 |